# Plac Po Farze
Plac Po Farze – plac na Starym Mieście w Lublinie utworzony po rozebraniu kościoła farnego pw. św. Michała Archanioła. W latach 1936–1938 odkopano fundamenty kościoła, znaleziono wtedy m.in. resztki sklepień żebrowych. Przez wiele lat na placu Po Farze w kilku miejscach widoczne były zarysy fundamentów. W 1991 roku plac otrzymał obecną nazwę.
W 2002 dokonano zagospodarowania placu, wyeksponowano fundamenty kościoła, wmontowano w nie oświetlenie, położono kostkę. Dzięki temu widać, jakich rozmiarów był kościół św. Michała. Obecnie plac Po Farze jest miejscem koncertów oraz spotkań lublinian.

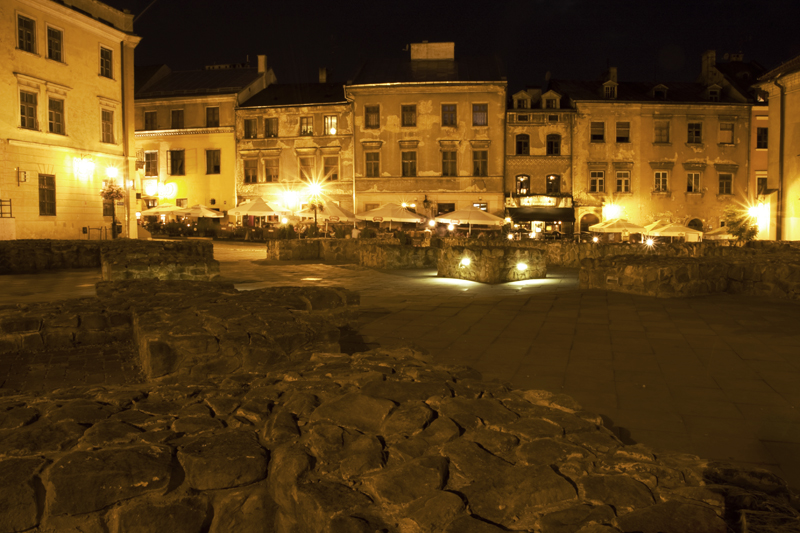
Plac w nocy
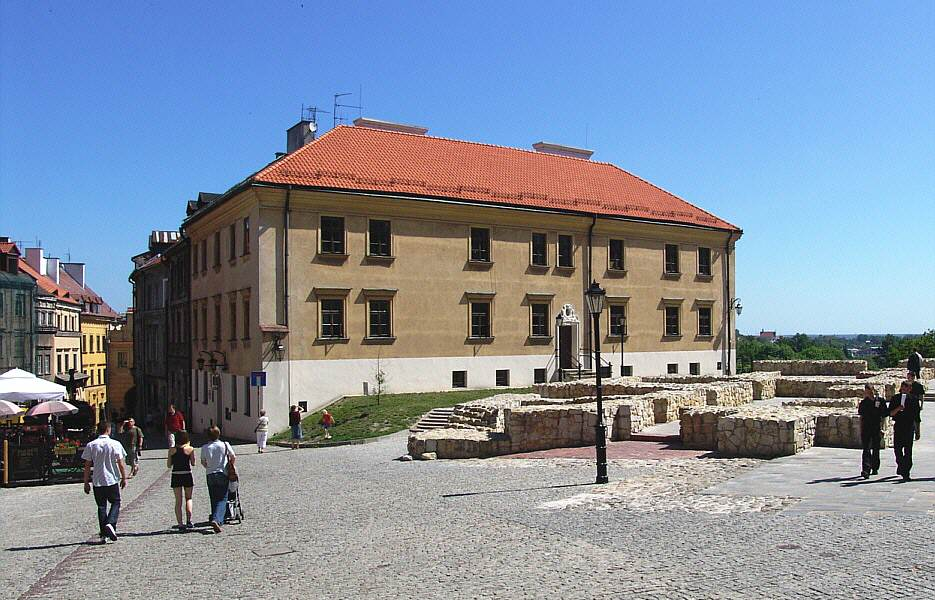
Plac i plebania kościoła farnego
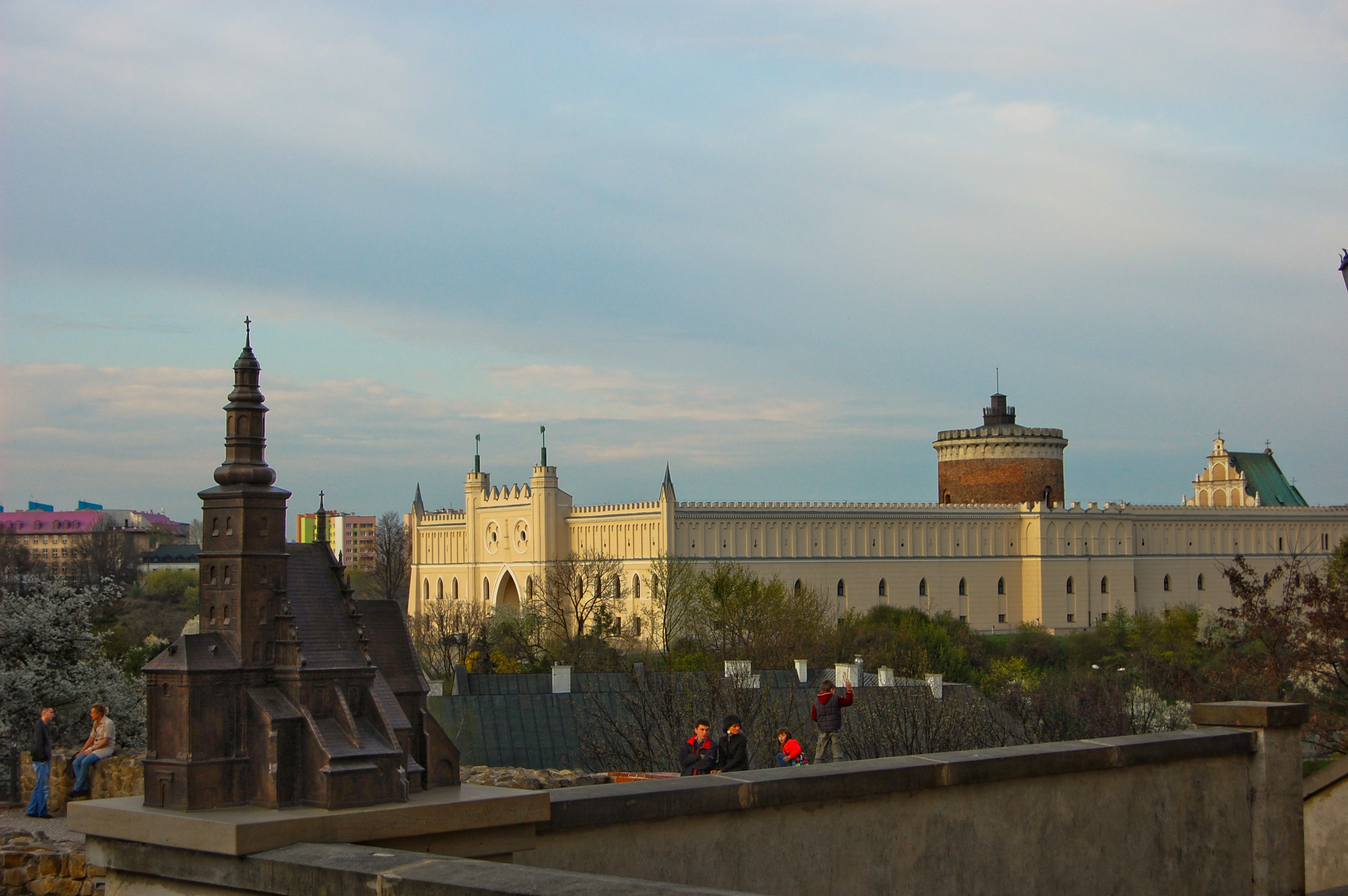
Makieta kościoła farnego ustawiona na placu, w tle Zamek w Lublinie